# شهرستان سنت کلیر (آلاباما)
شهرستان سنت کلیر، آلاباما (به انگلیسی: St. Clair County, Alabama) شهرستانی در ایالات متحده آمریکا است که در آلاباما واقع شده‌است.

## خصوصیات
شهرستان سنت کلیر ۱٬۶۹۳٫۸۶ کیلومترمربع مساحت دارد.